# ボッビリ

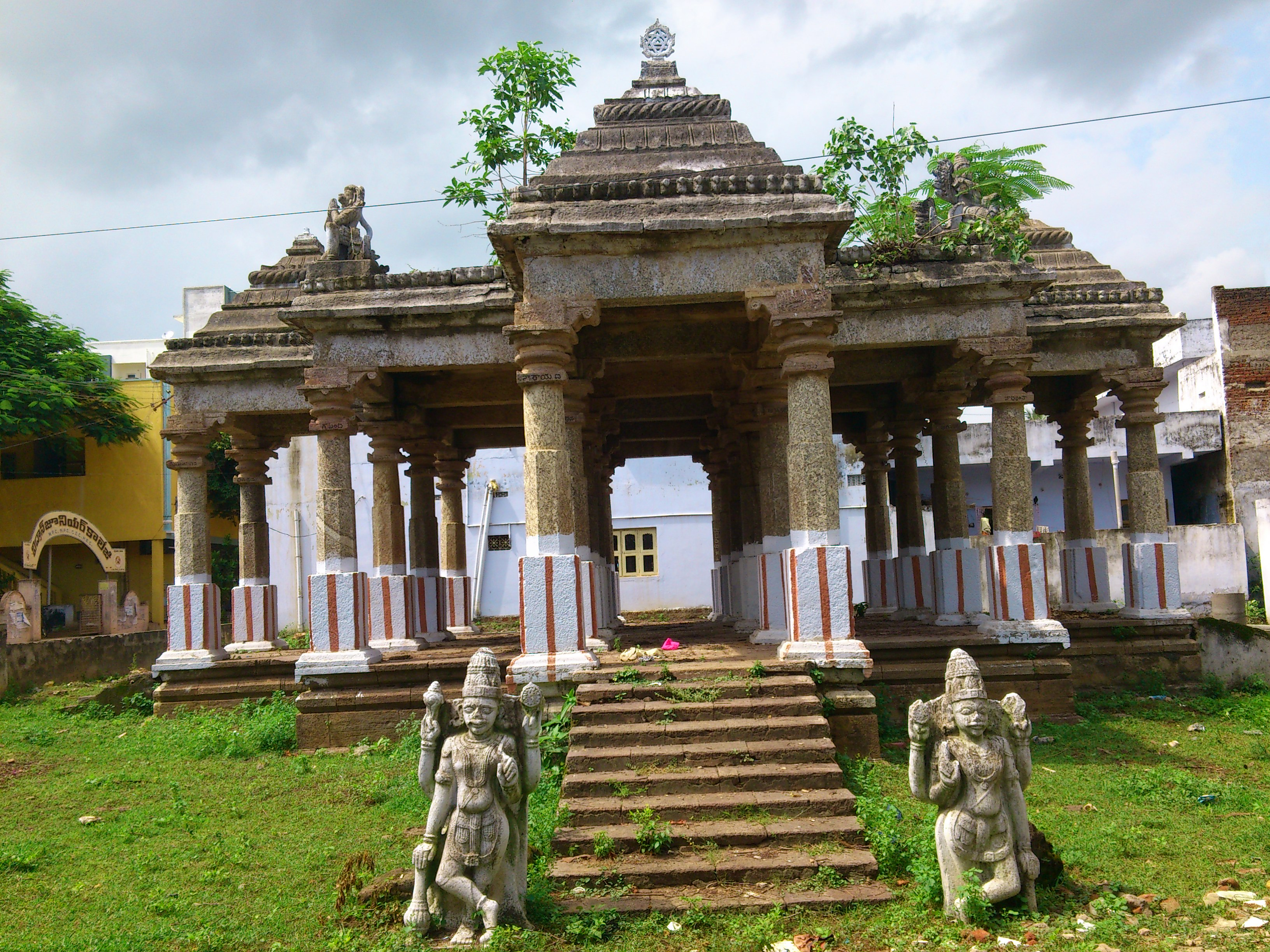
ボッビリの音楽施設

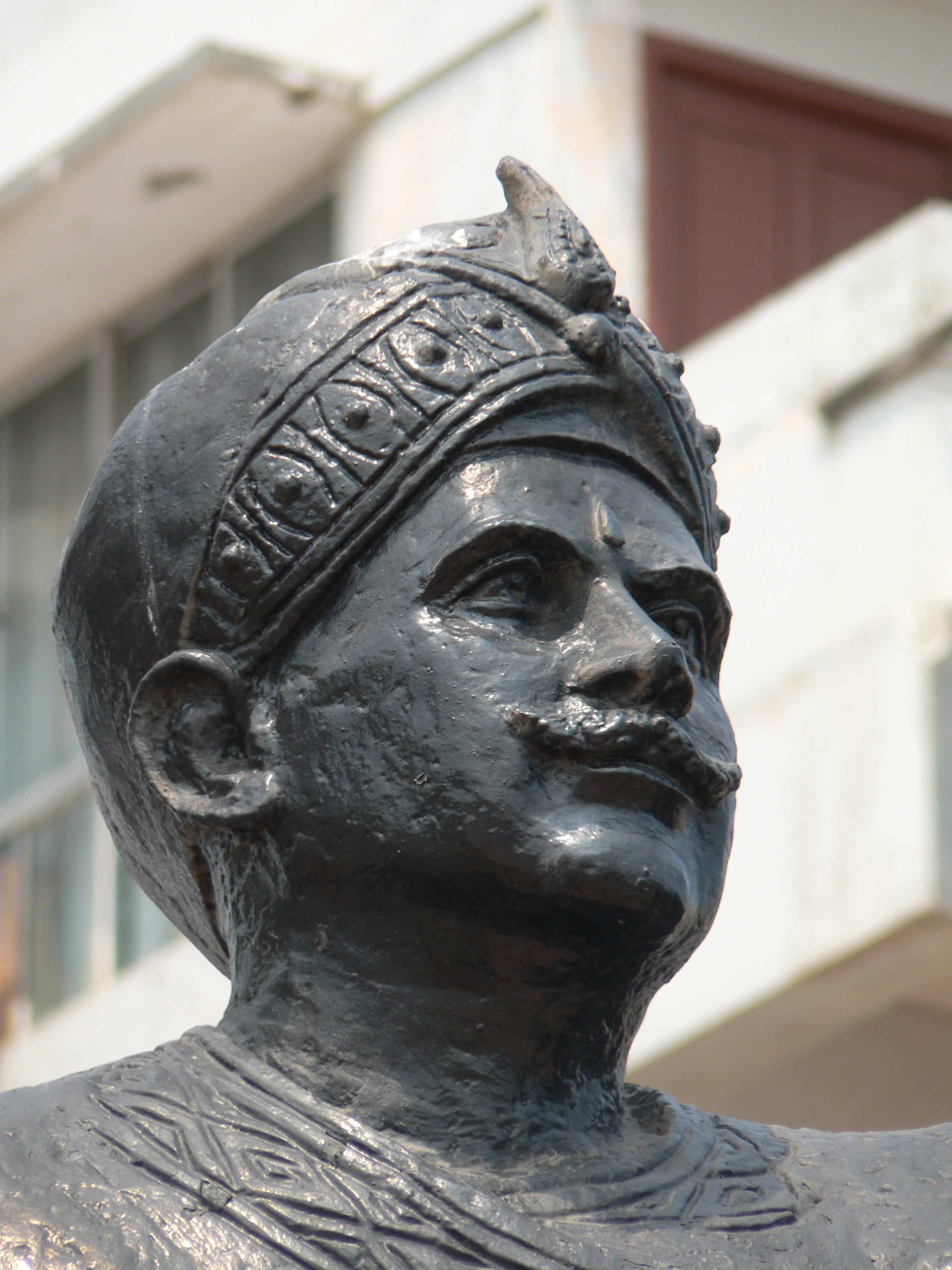
ボッビリのザミーンダール像

ボッビリ（テルグ語：బొబ్బిలి、英語：Bobbili）は、インドのアーンドラ・プラデーシュ州、ヴィジャヤナガラム県の都市。

## 歴史
16世紀頃より、この都市を中心にボッビリのザミーンダールが周辺地域を支配した。
このボッビリのザミーンダールはヴィジャヤナガラムのザミーンダールと長い間争っており、1757年にはボッビリの戦いがあった。
イギリス治下では北サルカールのザミーンダールとして存続した。また、このザミーンダールは有数の大ザミーンダールでもあった。